# Renium(V)chloride
Renium(V)chloride is een chloride van renium, met als brutoformule ReCl5. De stof komt voor als een rood-bruine kristallijne vaste stof, die ontleedt bij contact met water. Hierbij wordt onder meer zoutzuur (HCl) gevormd.

## Synthese
Renium(V)chloride kan bereid worden door chlorering van renium bij 500 °C:
{\displaystyle \mathrm {2\ Re+5\ Cl_{2}\ \longrightarrow \ 2\ ReCl_{5}} }
Het gevormde product kan door middel van herhaalde sublimaties opgezuiverd worden.

## Kristalstructuur en eigenschappen
Renium(V)chloride neemt een monokliene kristalstructuur aan. Het behoort tot ruimtegroep P21/c. De verbinding komt voor als het dimeer Re2Cl10, zoals boraan, waarbij 2 chlorideliganden een brug vormen tussen 2 reniumatomen. Renium(V)chloride heeft een relatief laag smeltpunt (220 °C) en is paramagnetisch.
Thermische ontleding van renium(V)chloride leidt tot vorming van renium(III)chloride en chloorgas.
Renium(V)chloride is zeer gevoelig voor lucht en vocht. Het recipiënt moet steeds goed gesloten blijven, anders vormt zich een bruine vloeistof.

## Reactiviteit
Renium(V)chloride kent weinig praktische toepassingen. Het wordt daarom hoofdzakelijk bij academisch onderzoek in het laboratorium aangewend. Renium(V)chloride is een vrij reactieve molecule, mede omdat renium voorkomt in de ongewone oxidatietoestand +V. Het zal daarom snel reageren met andere reactieve moleculen tot lagere oxidatietoestanden. Een voorbeeld is de reductie van renium(V)chloride met dichloormonoxide:
{\displaystyle \mathrm {ReCl_{5}+3\ Cl_{2}O\ \longrightarrow \ ReO_{3}Cl+5\ Cl_{2}} }
Het kan complexeren met bepaalde anionische liganden, zoals thiocyanaat:
{\displaystyle \mathrm {ReCl_{5}+6\ CNS^{-}\ \longrightarrow \ [Re(CNS)_{6}]^{-}+5\ Cl^{-}} }
Renium(V)chloride is reactief genoeg om zelfs met bepaalde oplosmiddelen, zoals ammoniak, te reageren:
{\displaystyle \mathrm {ReCl_{5}+2\ NH_{3}\ \longrightarrow \ ReCl_{3}(NH_{2})_{2}+2\ HCl} }